# Annalisa Coltorti
Annalisa Coltorti (16 de febrero de 1963) es una deportista italiana que compitió en esgrima, especialista en la modalidad de espada.
Ganó tres medallas en el Campeonato Mundial de Esgrima, en los años 1989 y 1990.

## Palmarés internacional
| Campeonato Mundial | Campeonato Mundial      | Campeonato Mundial | Campeonato Mundial |
| Año                | Lugar                   | Medalla            | Prueba             |
| ------------------ | ----------------------- | ------------------ | ------------------ |
| 1989               | Denver (Estados Unidos) | Medalla de plata   | Espada por equipos |
| 1989               | Denver (Estados Unidos) | Medalla de bronce  | Espada individual  |
| 1990               | Lyon (Francia)          | Medalla de bronce  | Espada por equipos |